# به-دو-فور، کبک
به-دو-فور (به فرانسوی: Baie-du-Febvre) شهری در منطقه شهری نیکوله-یاماسکا ناحیه سانتر-دو-کبک در استان کبک کانادا است. در سرشماری سال ۲۰۱۱ این شهر ۱٬۰۷۷ نفر جمعیت داشته‌است و مساحت آن ۹۶٫۰۴ کیلومتر مربع است.